# Billbergia ambigua
Billbergia ambigua är en gräsväxtart som först beskrevs av Lyman Bradford Smith och Robert William Read, och fick sitt nu gällande namn av Julio Betancur och N.R.Salinas. Billbergia ambigua ingår i släktet Billbergia och familjen Bromeliaceae. Inga underarter finns listade i Catalogue of Life.